# Katerina Kontochristopoulou
Aikaterini Maria „Katerina“ Kontochristopoulou (griechisch Κατερίνα Κοντοχριστοπούλου, * 10. Juni 1997 in Marousi) ist eine griechische Florettfechterin. Aktiv ist sie für den Fechtverein AOX Aigaleo.

## Karriere
Kontochristopoulou nahm 2015 an der ersten Austragung der Europaspiele von Baku teil. Ein Jahr später war sie für die Olympischen Spiele in Rio de Janeiro nominiert und belegte dort Rang 33.